# Volvic
Volvic település Franciaországban, Puy-de-Dôme megyében. Lakosainak száma 4779 fő (2022. január 1.). Volvic Chanat-la-Mouteyre, Charbonnières-les-Varennes, Enval, Malauzat, Saint-Ours és Sayat községekkel határos.

## Népesség
A település népessége az elmúlt években az alábbi módon változott:
| Lakosok száma | 4425 | 4418 | 4568 | 4487 | 4555 | 4623 | 4702 | 4740 | 4779 |
|               | 2013 | 2015 | 2016 | 2017 | 2018 | 2019 | 2020 | 2021 | 2022 |